# Sant Ferran de ses Roques
Sant Ferran de ses Roques (span. San Fernando) ist ein Ort auf der spanischen Baleareninsel Formentera. 2011 lebten 941 Einwohner im Ortskern und weitere 1787 in der Umgebung. Sant Ferran schließt sich östlich an den Inselhauptort Sant Francesc an. In den 1960er Jahren war Sant Ferran das Zentrum der Hippie-Gemeinde auf Formentera.

## Feste
- 30. Mai: Patronatsfest (Festa de Sant Ferran)